# Montessori-Schule Hannover
Die Montessori-Schule Hannover ist eine freie Grundschule und IGS mit gymnasialer Oberstufe (Sekundarstufe II) in Hannover-Südstadt, die sich an der Montessoripädagogik ausrichtet.

## Geschichte
Träger der Schule ist die Montessori Bildungshaus Hannover gGmbH. Er wurde 2005 als Elternverein Montessori Bildungshaus Hannover e.V. gegründet mit dem Ziel, Krippen, Kindergärten und eine Schule nach der Philosophie von Maria Montessori auch in Hannover anzubieten. Die erste Kitagruppe entstand im Heideviertel, die ersten Grundschulklassen als Untermieter in der Grundschule am Lüneburger Damm. 2011 übernahm der Verein das Gebäude der früheren Grundschule Bonner Straße und renovierte die Schultrakte, teils in Eigenleistung der Eltern. Zum Schuljahr 2016/17 startete die Sekundarstufe II / gymnasiale Oberstufe, die von der Landesschulbehörde Ende 2015 genehmigt wurde. Im Dezember 2016 erfolgte die Umwandlung des ehemaligen Trägervereins in die aktuelle Träger-gGmbH, welche zu 100 % dem aktuellen Elternverein Montessori Region Hannover e.V. gehört. Mitte 2019 lernen hier 450 Kinder und Jugendliche in vier Klassen der Klassenstufen 1–3, vier Klassen der Klassenstufe 4–6, vier Klassen der Mittelstufe 7–10 und drei Jahrgängen der Oberstufe 11–13. Im Juni 2019 legte der erste Oberstufenjahrgang sein Abitur ab und im August 2019 bezog die gymnasiale Oberstufe in Hannovers Südstadt einen neuen Standort.
Dieses Bildungshaus ist die größte von Eltern getragene Bildungseinrichtung der Stadt und Region Hannover.
Die gymnasiale Oberstufe ist eine von elf Montessori-Gymnasien und Gesamtschulen in Deutschland, die die Montessori-Pädagogik nicht nur als zusätzliches Element in das Unterrichtsangebot einbinden, sondern als tragendes Konzept der Oberstufe umsetzen.